# Nydvind
Nydvind ist eine französische Pagan-Metal-Band aus Paris. Selbst bezeichnet die Gruppe ihre Musik als „Nordic Heathen Metal“.
Gemeinsam mit Himinbjorg gilt sie als frühe Pionierin des Pagan Metals in Frankreich.

## Geschichte
Nydvind gründeten sich als Duo im Jahre 2000. Sie veröffentlichten ihr Debütalbum Eternal Winter Domain 2003 über das Label Sacral Productions. Im April 2006 gingen sie gemeinsam mit Kampfar auf europaweite Tournee. 2009 kam die Band beim deutschen Label Trollzorn Records unter Vertrag. Am 18. Januar 2020 erklärte Nydvind den Ausstieg von Gründungsmitglied und Schlagzeuger Eric Tabourier. Am 25. Januar wurde neben dem neuen Leadgitarristen Geoffroy Lacarrière mit Charlie Videau sein Nachfolger vorgestellt.

## Stil
Bei der Musik handelt es sich um Pagan Metal, welcher sich vor allem eingangs auf lyrische Themen der nordisch-germanischen Mythologie konzentrierte, auf jüngeren Veröffentlichungen sich aber stärker auf den Bezug zur Natur konzentriert. Loudin nennt als frühe, musikalische Einflüsse zudem Bathory, Satyricon und Immortal.

## Diskografie
- 2001: Wrath and Wisdom (Split-Single mit Bornholm, 7"-Vinyl; Ancestrale Productions)
- 2003: Eternal Winter Domain (Album, CD, Sacral Productions)
- 2010: Sworn to the Elders (Album, CD, Trollzorn Records)
- 2016: Aeons (Album, CD/FLAC, Malpermesita Records)
- 2018: Tetramental I : Seas of Oblivion (Album, CD, Malpermesita Records)
- 2025: Tetramental II: Telluria (Album, CD, Malpermesita Records)

Download-Singles:
- 2012: The Ghostly Horde (MP3; Eigenvertrieb)
- 2015: Deep Dark North (MP3; Eigenvertrieb)

Beiträge auf Kompilationen: (Auswahl)
- 2003: Hard N' Heavy Vol. 63 (Lied: King of the Hills)
- 2003: Metallian Sampler N°29 (Lied: Thunderhymn)
- 2007: Might Is Right – Nordic Warchants (Lieder: Eclipse over the Shadowed Land, Heart of the Woods)
- 2008: Might Is Right - Nordic Warchants II (Lied: Upon the Throne of North)
- 2017: Antumnos - Black'n Pagan Compilation (Lied: Skywrath)